# Kim Kardashian
Kimberly Noel Kardashian (Los Angeles, Kalifornija, SAD, 21. listopada 1980.), bolje poznata samo kao Kim Kardashian, je američka medijska ličnost, poslovna žena i model. Prvo je privukla medijsku pozornost kao prijateljica i stilistica Paris Hilton, ali je dobila širu pozornost nakon što je 2007. objavljena njezina snimka Kim Kardashian, Superstar, snimljena 2003. godine s njezinim tadašnjim dečkom Ray J-om. Kasnije te godine, ona i njezina obitelj počeli su se pojavljivati u E! TV reality televizijskoj seriji Keeping Up with the Kardashians (2007.–2021). Kasnije su snimljene spin-off serije Kourtney i Kim preuzimaju New York (2011. – 2012.), Kourtney i Kim preuzimaju Miami (2009. – 2013.) i The Kardashians na Hulu-u (2022.).
Kardashian je razvila značajnu prisutnost na internetu i na brojnim društvenim mrežama, uključujući stotine milijuna pratitelja na Twitteru i Instagramu. Sa sestrama Kourtney i Khloé pokrenula je lanac modnih butika Dash. Kardashian je 2017. godine osnovala KKW Beauty i KKW Fragrance,  a 2019. tvrtku Skims za proizvodnju odjeće. Također je izdala razne proizvode vezane uz svoje ime, uključujući mobilnu igru Kim Kardashian: Hollywood iz 2014. i knjigu fotografija Selfish iz 2015. Kao glumica pojavila se u filmovima Disaster Movie (2008.), Deep in the Valley (2009.) i Temptation: Confessions of a Marriage Counselor (2013.), a dala je glas za PAW Patrol: The Movie (2021.).
Časopis Time uvrstio je Kardashian na svoj popis 100 najutjecajnijih ljudi u 2015. godini. Bila je najplaćenija reality televizijska ličnost 2015. godine, s procijenjenom ukupnom zaradom koja premašuje 53 milijuna američkih dolara. Od 2022. njezino bogatsvo procjenjuje se na 1,8 milijardi američkih dolara. Posljednjih godina Kardashian je postala politički aktivnija lobirajući za zatvorsku reformu, a trenutno je na četverogodišnjem pripravništvu odvjetništva pod nadzorom pravne neprofitne organizacije #cut50.
Njezina veza s reperom Kanye Westom također je dobila značajnu medijsku pozornost; bili su u braku od 2014. do 2022. godine i imaju četvero djece.

## Diskografija
Singlovi
- "Jam (Turn It Up)"

## Filmografija
| Godina        | Naziv                           | Uloga         | Bilješke             |
| ------------- | ------------------------------- | ------------- | -------------------- |
| 2007. – danas | Keeping Up with the Kardashians | Ona sama      | Reality show         |
| 2008.         | Dancing with the Stars          | Ona sama      | Zabavna emisija      |
| 2008.         | Disaster Movie                  | Lisa Taylor   | Sporedna uloga       |
| 2009.         | CSI: NY                         | Debbie Fallon | Sezona 6., 1 epizoda |
| 2009. – 2010. | Kourtney and Khloé Take Miami   | Ona sama      | Gost, 5 epizoda      |
| 2009.         | America's Next Top Model        | Ona sama      | Krug 13., 1 epizoda  |
| 2009.         | Deep in the Valley              | Summa Eve     | Sporedna uloga       |
| 2009.         | Kako sam upoznao vašu majku     | Ona sama      | Sezona 4., 1 epizoda |
| 2009.         | Beyond the Break                | Elle          | Sezona 3., 4 epizode |
| 2010.         | 90210                           | Ona sama      | Season 3, 1 epizoda  |
| 2011.         | Khloé & Lamar                   | Ona sama      | Gost, 3 epizode      |
| 2011. – danas | Kourtney and Kim Take New York  | Ona sama      | Reality show         |
| 2011.         | America's Next Top Model        | Ona sama      | Krug 17., 1 epizoda  |
| 2012.         | Drop Dead Diva                  | Nikki         | Sezona 4., 1 epizoda |
| 2012.         | Last Man Standing               | Ona sama      | Sezona 1., 1 epizoda |
| 2012.         | The Marriage Counselor          | Ava           | Sporedna glumica     |
| 2012.         | 30 Rock                         | Ona sama      | Cameo                |